# Digitaria perrottetii
Digitaria perrottetii är en gräsart som först beskrevs av Carl Sigismund Kunth, och fick sitt nu gällande namn av Otto Stapf. Digitaria perrottetii ingår i släktet fingerhirser, och familjen gräs. Inga underarter finns listade i Catalogue of Life.